# Дујмић Село
Дујмић Село је насељено мјесто у саставу града Огулина у Карловачкој жупанији, Република Хрватска.

## Историја
До територијалне реорганизације у Хрватској налазио се у саставу старе општине Огулин.

## Становништво
На попису становништва 2011. године, Дујмић Село је имало 142 становника.